# زاركويية (جلغة بهاباد)
زارکوییة (بالفارسية: زارکوییه) هي قرية تقع في إيران في قسم جلغة الريفي. يقدر عدد سكانها بـ 71 نسمة بحسب إحصاء 2016.